# Anaphes laticornis
Anaphes laticornis är en stekelart som först beskrevs av Soyka 1949.  Anaphes laticornis ingår i släktet Anaphes och familjen dvärgsteklar. Inga underarter finns listade i Catalogue of Life.